# Zeche Getreue Bergmann
Die Zeche Getreue Bergmann ist ein ehemaliges Steinkohlenbergwerk in Bochum im Stadtteil Brenschede. Das Bergwerk war auch unter dem Namen Zeche Getreue Bergmann im Gerichts Stiepel bekannt.

## Geschichte

### Die Anfänge
Am 15. Mai des Jahres wurde die Mutung auf eine bereits erschürfte Kohlenbank unter dem Namen Getreue Bergmann eingelegt. Als Muter traten auf Joseph Mendel und Christoph Sander. Die beiden Muter begehrten ein Grubenfeld mit der Größe einer Fundgrube und zehn Maaßen.  Bis zur Inaugenscheinnahme untersagte das Bergamt den Mutern jegliche Kohlenförderung. Am 15. April des Jahres 1766 wurde die Konzession per Reskript aus Berlin genehmigt. Am 6. Mai wurden die Gewerken durch das Bergamt aufgefordert, die fälligen Konzessionsgebühren zu zahlen. Am 6. März des Jahres 1767 wurde ein Längenfeld verliehen. Belehnt wurden Christoph Sander und Joseph Mendel und Konsorten. Christoph Sander wurde vom Bergamt zum Lehnträger bestimmt.

### Die weiteren Jahre
Das Bergwerk wurde nach der Verleihung unverzüglich in Betrieb genommen und war danach bis zum Jahr 1771 in Betrieb. Am 18. Januar des Jahres 1771 waren Christoph Sander, Henrich Westermann, Schulte zu Oven, Henrich Jörgen Menckenbeck und Wilhelm Flügel als Gewerken in den Unterlagen des Bergamtes vermerkt. Die Gewerken hatten jeweils eine unterschiedlich hohe Menge an Kuxen. Das Bergwerk war zu diesem Zeitpunkt bereits vermessen worden. Die Rezeßgelder wurden bezahlt. Allerdings beklagten sich die Gewerken beim Bergamt, dass die schriftliche Belehnung noch nicht erstellt worden wäre, obwohl die Belehnung bereits am 6. März des Jahres 1767 erfolgt war. Da die Rezeßgelder in den Folgejahren nicht gezahlt wurden, fiel das Bergwerk im Jahr 1776 vorübergehend ins Bergfreie. In den Jahren 1777 und 1778 war das Bergwerk wieder in Betrieb, später wurde das Bergwerk wieder außer Betrieb genommen. Im Jahr 1787 wurde eine neue Mutung eingelegt. Ab dem Jahr 1800 lag das Bergwerk in Fristen. Im Jahr 1858 wurde ein Längenfeld verliehen. Dieses Längenfeld befand sich in der Berechtsame der Zeche Julius Philipp. Eine erneute Inbetriebnahme der Zeche Getreue Bergmann ist in den Unterlagen nicht vermerkt.